# Auguste Ier de Schwarzbourg-Sondershausen
Auguste Ier de Schwarzbourg-Sondershausen (* 27 avril 1691 à Sondershausen; † 27 octobre 1750 à Ebeleben) est un prince de Schwarzbourg-Sondershausen.

## Biographie
Auguste Ier est le fils du prince Christian Guillaume Ier de Schwarzbourg-Sondershausen (1647-1721) et de son épouse la princesse Wilhelmine Christiane (1658-1712), fille du duc Jean-Ernest II de Saxe-Weimar.
Sur la base du traité de 1713, il n'a jamais été prince régnant. Mais il reçoit le Château de Ebeleben comme résidence. Comme ses frères, Günther XLIII de Schwarzbourg-Sondershausen et Henry XXXV de Schwarzbourg-Sondershausen sont morts sans héritiers, son fils aîné Christian Günther devient prince régnant.

## Mariage
Auguste épouse, le 19 juillet 1721 Charlotte-Sophie d'Anhalt-Bernbourg (1696-1762), fille du prince Charles-Frédéric d'Anhalt-Bernbourg. Ils ont les enfants suivants:
- Frédéric Auguste (1723-1725)
- Charlotte (1732-1774) ∞ 30. janvier 1754 avec Henri II de Reichenbach-Goschütz (1731-1790)
- Christian Guillaume (1734-1737)
- Christian Günther III de Schwarzbourg-Sondershausen (1736-1794), prince de Schwarzbourg-Sondershausen
- Jean-Günther V. (1737-1738)
- Auguste II (bg) (1738-1806), prince de Schwarzbourg-Sondershausen ∞ 1762 avec Christine Élisabeth Albertine d'Anhalt-Bernbourg (1746-1823)

## Sources
- H. F. Apfelstedt: La Maison Kevernburg-Schwarzburg de son Ursprunge jusqu'à nos jours,  (ISBN 3-910132-29-4)
- Kamill de Behr: Généalogie de l'Europe dirigeants de la Péninsule, Leipzig, 1870